# Pacanowice
Pacanowice – wieś w Polsce położona w województwie wielkopolskim, w powiecie pleszewskim, w gminie Pleszew.
W latach 1975–1998 miejscowość administracyjnie należała do województwa kaliskiego. We wsi znajdował się przystanek Pacanowice odcinka Krotoszyn - Pleszew Krotoszyńskiej Kolei Dojazdowej. Linię zamknięto w 1978 r.
Przysiółkiem wsi jest Pardelak.